# Lambertville (New Jersey)
Lambertville – miasteczko w Stanach Zjednoczonych w stanie New Jersey w hrabstwie Hunterdon, 3 906 mieszkańców (dane z 2010 roku).

## Ludność
Ludność Lambertville stanowią:
- 94,65% Biali,
- 1,94% Afroamerykanie,
- 0,34% Indianie,
- 1,06% Azjaci,
- 0,05% ludy wysp Pacyfiku
- 1,96% inni

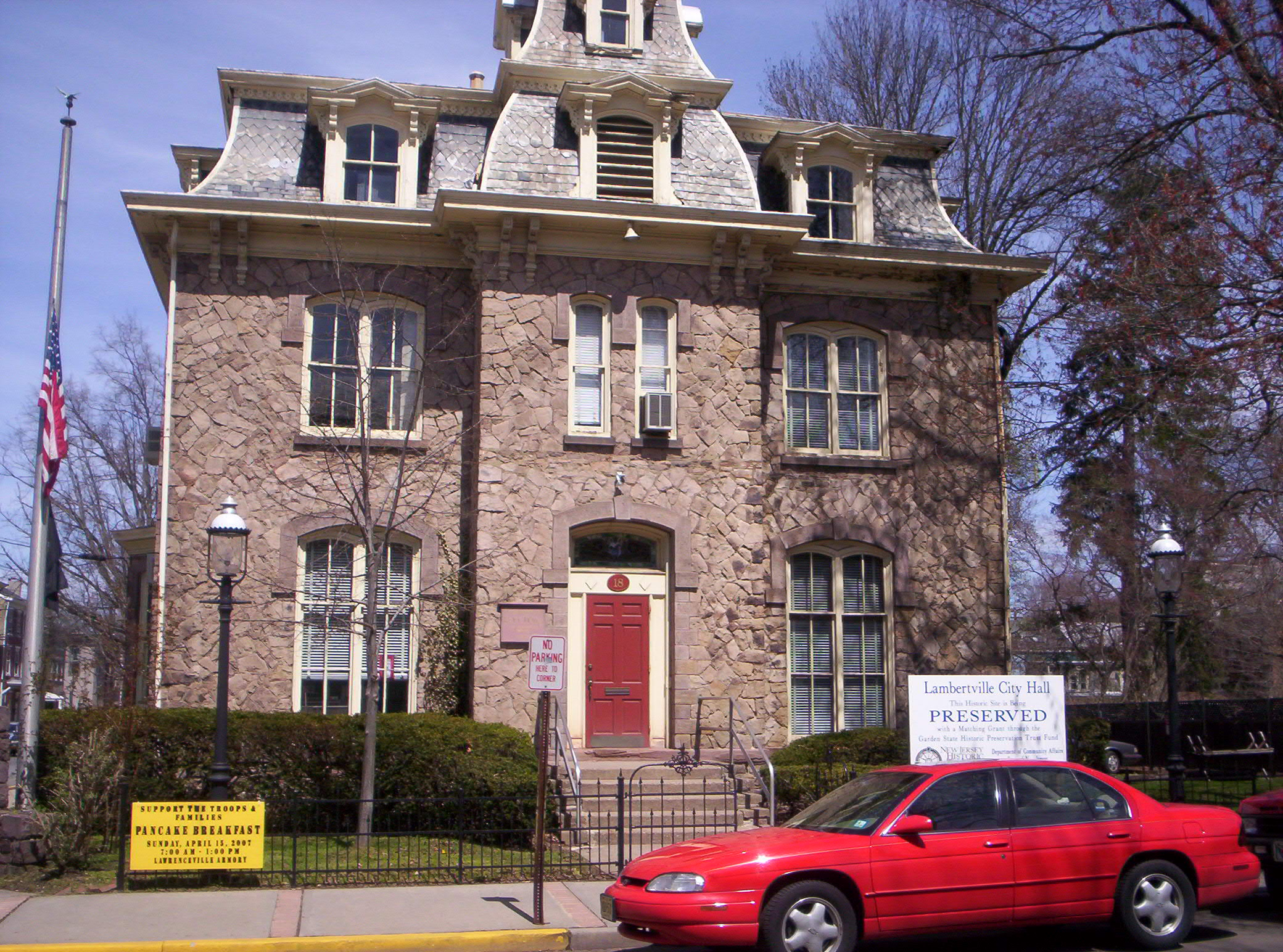
Ratusz w Lambertville